# La Pegatina
La Pegatina è un gruppo spagnolo di ska e rumba catalana proveniente da Montcada i Reixac (in provincia di Barcellona). Il gruppo è  nato nel 2003 quando Rubén si unì a Ovidi e Adrià per iniziare il progetto che avrebbe preso il nome di "Pegatina Sound System".
Nelle loro canzoni è frequente l'uso della lingua italiana come dimostra il loro singolo "Non è facile" con il ritornello interamente in italiano.

## Formazione
- Rubén Sierra "Pegatina" - voce, chitarra
- Adrià Salas - voce, chitarra
- Ovidi Díaz "Movidito" - cajón e percussioni
- Ferran Ibáñez - basso, contrabbasso
- Axel Magnani - tromba
- Romain Renard - fisarmonica, chitarra
- Sergi López - batteria
- Miguel "Miki" Florensa - chitarra

## Discografía
- 2007 - Al Carrer!
- 2009 - Via Mandarina
- 2011 - Xapomelön
- 2013 - Eureka!
- 2015 - Revulsiu
- 2020 - Darle la vuelta